# National Labor Relations Board
De National Labor Relations Board (NLRB) is een onafhankelijk overheidsagentschap van de Verenigde Staten dat waakt over de correcte toepassingen van enkele aspecten van het arbeidsrecht. Als onafhankelijk agentschap valt de NLRB niet onder een van de federale ministeries. Het agentschap werd ingesteld door de National Labor Relations Act van 1935 en wordt geleid door een raad van vijf bestuursleden en een General Counsel die optreedt als openbaar aanklager.
De belangrijkste bevoegdheid is het handhaven van het arbeidsrecht aangaande collectief onderhandelen (collective bargaining) en oneerlijke arbeidspraktijken (unfair labor practices).
Verder coördineert de NLRB vakbondsverkiezingen.